# Polycarpe de Smyrne
Polycarpe, en grec Πολύκαρπος, Polykarpos (littéralement « aux fruits abondants »), né peut-être vers 69 ou vers 81, et mort brûlé vif à l'âge de 86 ans, à une date fort discutée (peut-être en 155 ou en 167), présenté par la tradition  comme un disciple de l'apôtre Jean, fut évêque de Smyrne. Mort martyr pour la foi, ce saint et Père apostolique est, depuis toujours, fêté le 23 février par l'ensemble des Églises chrétiennes.

## Données biographiques
Les origines, la jeunesse et une grande partie de la maturité de Polycarpe ne nous sont pas connues. Il n'y a pas grand chose à tirer, sur le plan strictement biographique, de la Vie de Polycarpe (Βίος Πολυκάρπου, BHG 1561), composition tardive et très romanesque qui a été datée par Hippolyte Delehaye du début du Ve siècle et par Pierre Maraval de la fin du IVe siècle.
Du Polycarpe historique nous n'avons, en guise de certitude chronologique, que l'âge au décès : 86 ans (Martyrium Polycarpi, 9, 3). L'année de sa mort, et partant celle de sa naissance, sont l'objet de débats interminables (voir plus loin). Une tradition aussi ancienne que suspecte (légende lyonnaise de la chaîne ininterrompue Jésus–Jean–Polycarpe–Irénée) fait de lui un disciple de l'apôtre Jean. Ce dernier se serait établi vers la fin de sa vie à Éphèse, après que son exil dans l'île de Patmos eut prit fin à la mort de Domitien (18 septembre 96) : il aurait été alors plus que nonagénaire et Polycarpe (décédé à 86 ans) aurait eu 15 ans s'il mourut en 167 et donc naquit en 81, et 27 s'il mourut en 155 et donc naquit en 69. Ce pieux échafaudage ne pourrait tenir debout (à grand peine) que si l'on choisissait comme date de mort l'année 155, qui pose un gros problème dont nous parlerons plus loin. Dans sa Lettre à Florinus, Irénée de Lyon se présente comme un élève de Polycarpe et parle des relations de ce dernier avec un nommé Jean, dont Polycarpe aurait suivi l'enseignement . Pour Irénée, ce formateur nommé Jean était sans doute Jean l'Évangéliste, mais il s'agit plus vraisemblablement de Jean le Presbytre, que Papias, contemporain et compatriote de Polycarpe, distinguait clairement de l'apôtre.
On ne sait pas quand Polycarpe accéda à l'épiscopat de Smyrne, ni quel rang il occupe dans la series episcoporum de cette ville. On n'est même pas sûr du nom de son prédécesseur immédiat, mentionné uniquement dans la tardive et très douteuse Vie de Polycarpe (BHG 561), qui l'appelle Boukolos, nom peut-être factice et symbolique (il signifie « bouvier »).
Quoi qu'il en soit, Polycarpe devint l'un des évêques les plus influents et les plus respectés de son temps, à tel point qu'en 154 il fut choisi comme représentant des Églises d'Asie puis envoyé à Rome vers 160 pour discuter avec le pape Anicet de plusieurs points de divergence dont la date de Pâques, déjà une pomme de discorde entre les chrétiens d'Orient et ceux d'Occident. Ils se séparèrent sans accord mais « dans l'amitié ».
Polycarpe combattit les hérésies, en particulier celles du gnostique Valentin et de Marcion, et aurait appelé ce dernier, un jour où il était tombé sur lui, « le premier-né de Satan » (ὁ πρωτότοκος τοῦ Σατανᾶ).
Selon une tradition fortement remise en cause depuis 1979, Polycarpe aurait accueilli en sa ville de Smyrne l'évêque d'Antioche, Ignace, condamné ad bestias dans les arènes de Rome. Les deux évêques seraient devenus amis et Ignace d'Antioche lui aurait écrit de Troas une lettre (perdue) le remerciant de son accueil et lui demandant d'envoyer des missionnaires affermir sa communauté dans la foi chrétienne. D'Antioche, il lui en aurait envoyé une autre (conservée, mais sujette à caution) contenant la formule suivante : « Que votre baptême demeure comme votre armement, la foi comme votre casque, la charité comme votre lance, la patience comme votre panoplie ».
D'après une triade de compositions hagiographiques du VIe siècle (légendes d'Andochius BHL 424, Irenaeus BHL 4457-4458 et Benignus BHL 1153) qui formaient à l'origine un ensemble unique (texte du manuscrit de Farfa, daté des années 530) et faisaient partie de ce qu'on a appelé le « cycle de Bourgogne », Polycarpe envoya en Gaule quatre disciples : les prêtres Andoche de Saulieu et Bénigne de Dijon, le diacre Thyrse d'Autun, et le sous-diacre Andéol du Vivarais. Cette reconstruction tardive – qui s'inscrit dans le courant des légendes de fondation apostolique qui fleurirent du début du Ve siècle (Arles/Trophime) jusqu'au XIe siècle (Limoges/Martial) et même bien au-delà –, est dépourvue de fondement historique.
Pour répondre à la demande de nombreux Philippiens, Polycarpe aurait fait parvenir à l'Église de Philippes des lettres d'Ignace d'Antioche qu'il aurait accompagnées d'une lettre d'exhortation personnelle inspirée des épîtres de Pierre et de Paul, de Jean et de Clément de Rome. On en a conclu que c'est vraisemblablement grâce à Polycarpe que le corpus des sept lettres d'Ignace qui ont circulé dans les communautés d'Asie Mineure a été conservé. Mais tout cet édifice s'écroule si, comme le disent depuis les années 1970, arguments solides à l'appui, une série de chercheurs (Robert Joly [1979] ; Josep Rius Camps [1980] ; Reinhart M. Hübner [1997] ; Thomas Lechner [1999] ; Paul Foster [2007] ; Otto Zwierlein [2009]...), les sept lettres ignatiennes réputées authentiques (recension moyenne) sont, totalement ou en partie, une forgerie des années 160 ou 170, si les chapitres IX et XIII de la Lettres aux Philippiens de Polycarpe sont des interpolations, et si « Ignace d'Antioche » lui-même est une fiction, comme l'affirme Robert Joly.
Lorsqu'éclata la persécution commandée par l'empereur et philosophe Marc Aurèle, Polycarpe était très âgé (86 ans). Il s'enfuit et se cacha successivement dans deux petites propriétés de campagne (ἀγρίδια), mais un esclave mis à la torture révéla sa seconde cachette. Alors il ne chercha plus à fuir et se livra aux soldats venus l'arrêter, leur offrit un repas, les suivit d'un pas décidé jusqu'au stade bondé où se trouvait son tribunal. Là, il tint tête au proconsul qui l'interrogeait. Condamné au bûcher, il refusa qu'on lui clouât les mains. Il fut brûlé vif un 23 février, dans une année incertaine, peut-être en 155 ou en 167 pour ne citer que les deux propositions les plus fréquentes des historiens modernes.
L'Église de Smyrne a narré en quelles circonstances Polycarpe et ses compagnons endurèrent le martyre, dans une encyclique intitulée L'Épître des chrétiens de l'Église de Smyrne aux autres églises, l'un des plus anciens monuments de la littérature chrétienne.

## Date de sa mort

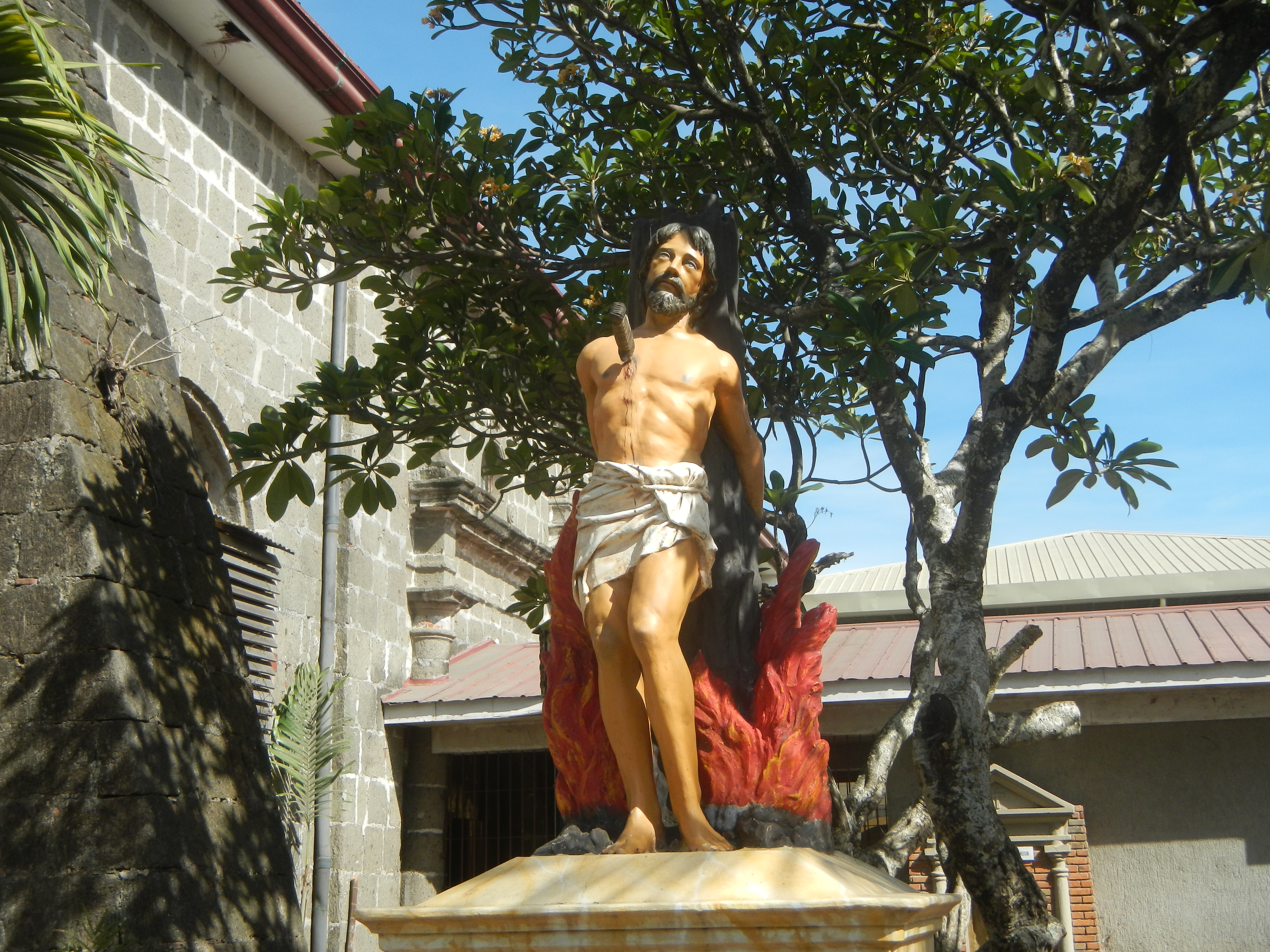
Statue du martyre, église Saint-Polycarpe de Cabuyao, Philippines.

Eusèbe de Césarée (Histoire ecclésiastique, I, 14, 10) place la mort de Polycarpe sous le règne de Marc Aurèle (161-180), période qu'il précise lui-même ailleurs (dans son Chronicon, éd. Helm 1956, p. 205) en rapportant l'événement à l'an 167. Cette date de 167 a été suivie par beaucoup de Modernes. D'autres datations ont été proposées qui sont comprises entre 155 et 169. Grégoire et Orgels [1951] avancent même l'année 177, pour laquelle opte Fraschetti [2008].

« Le bienheureux Polycarpe meurt en martyr au début du mois de Xanthique, le deuxième jour, selon les Romains le septième jour avant les calendes de mars, un jour de Grand Sabbat, à la huitième heure. Il avait été arrêté par Hérode, à l'époque où Philippe de Tralles était Grand Prêtre, sous le proconsulat de Statius Quadratus, mais sous le règne éternel de notre Seigneur Jésus-Christ »

— Martyre de Polycarpe, 21.
La date du martyre de Polycarpe est un des sujets les plus discutés de l'histoire du christianisme ancien. Depuis l'état de la question dressé par B. Dehandschutter en 1993 et par R. Cacitti l'année suivante, le débat s'est poursuivi et dure encore en 2024. Pour certains spécialistes, les indications du chapitre 21 du MP paraissent correspondre à l’année 155[réf. nécessaire]. En effet, il n’existe aucune autre date au IIe siècle où puissent coïncider un samedi (sabbat), un 23 février (septième jour avant les calendes de mars) et le deuxième jour d’un mois lunaire (le 2 de Xanthique) ; de plus, des indices suggèrent que Statius Quadratus pouvait être proconsul en 155. Polycarpe serait donc né en 69, avant la ruine de Jérusalem. Mais si le « Grand Sabbat » du chap. 21 désigne un dimanche (comme le pense P. Brind'amour [1980], qui choisit l'an 167), et non un samedi, le problème disparaît ; toutefois, contre cette hypothèse, on a fait observer que la scansion temporelle du récit (arrestation vendredi : chap. 7 ; « grand sabbat » : chap. 8) ne suggérait pas l'écoulement d'une journée supplémentaire pour que la crémation puisse avoir lieu un dimanche. R. Cacitti [1994], pour sa part, interprète le Grand Sabbat d'une manière non pas héortologique, mais théologique, comme l'expression du passage à un repos divin de type « sabbatique ».
La date de 155, de fait, présente une grande difficulté, puisque Marc-Aurèle a régné de 161 à 180. La choisir revient à dire qu'Eusèbe de Césarée a commis une assez grossière erreur chronologique. Ne convient-il pas plutôt de mettre en doute l'authenticité du chapitre 21, que certains historiens tiennent pour une addition factice ?

## LeMartyre de Polycarpeet sa postérité
Peu après l'exécution de Polycarpe, l’Église de Smyrne chargea un fidèle nommé Marcion (MP, 20, 1 : διὰ τοῦ ἀδελφοῦ ἡμῶν Μαρκίωνος) de rédiger un récit circonstancié des faits. Il le fit sous la forme d'une lettre, que copia un certain Evarestos et qui fut adressée à la communauté de Philomélium en Phrygie en même temps qu'à toutes les communautés appartenant à l'Église catholique. Cette encyclique est le Martyre de saint Polycarpe (Μαρτύριον τοῦ ἀγίου Πολυκάρπου), qui nous est parvenu intégralement sous cette forme dans des manuscrits de ménologes, et nous a été également transmis sous la forme d'une analyse, accompagnée de larges extraits, au livre IV (chap. 15) de l'Histoire ecclésiastique d'Eusèbe de Césarée. Entre le premier jet de Marcion/Evarestos et le produit final s'intercalent plusieurs couches rédactionnelles que le long colophon du Martyrium Polycarpi (= chapitre 22) indique. Un certain Gaius, qui aurait vécu avec Irénée, aurait copié la lettre d'après le manuscrit d' « Irénée élève de Polycarpe » (MP, 22, 2). Plus tard, à Corinthe, un nommé Socrate ou Isocrate rédigea une compilation des deux documents (ibid.). Ce travail fut à son tour transcrit par un certain Pionios après une apparition de saint Polycarpe qu'il promet de raconter ultérieurement (22, 3). C'est, entre parenthèses, sous ce nom de Pionios que, deux siècles plus tard, se cacha l'auteur de la Vie romancée de Polycarpe BHG 561. Un tel processus de stratification des documents successifs jusqu'au texte final, celui que nous lisons aujourd'hui, a pu prendre une dizaine d'années. Les tenants de la mort de Polycarpe en 167 tendent donc à proposer l'année 177 comme date la plus haute de rédaction finale du Martyrium Polycarpi.
L'idée directrice du Martyrium Polycarpi, appelée à faire école dans toute l'hagiographie ultérieure, est un parallèle du martyr avec le Christ souffrant. Polycarpe est un parfait imitateur du Christ. Les détails du récit sont sinon inventés, du moins choisis dans cette optique. Comme Jésus, Polycarpe se trouvait à quelque distance de la ville (5, 1 et 6, 1), il a prédit sa mort (5, 2), il est trahi par les siens, qui sont comparés à Judas (5, 1-2), et l'officier qui intervient se nomme Hérode (6, 2), des hommes en armes viennent l'arrêter la nuit comme un voleur (7, 1), il déclare qu'il accepte la volonté de Dieu (7, 1), etc..
La figure apostolique de Polycarpe et son Martyrium jouèrent un rôle essentiel dans l’évolution de la littérature martyriale relative à la première et la deuxième génération de disciples.

## Extraits duMartyre de Polycarpe(traduits du grec)
N.B. : Une traduction complète du Martyre de Polycarpe se trouve dans le site Patristique.org, à l'adresse :
https://www.patristique.org/Recit-du-martyre-de-saint.html
9. Comme Polycarpe entrait dans le stade, il y eut une voix venant du ciel qui lui dit : « Tiens bon, Polycarpe, et sois un homme ! ». Personne ne vit celui qui disait ces mots, mais cette voix fut entendue par ceux des nôtres qui étaient présents. (...) On l'amena donc devant le proconsul. Celui-ci lui demanda s'il était bien Polycarpe. Il répondit oui. Le proconsul tenta de le faire renier en lui disant : « Respecte ton grand âge ! Jure par la Fortune de l'Empereur, reviens à de meilleurs sentiments, dis : "À bas les athées !" ». Polycarpe, avec un visage grave, tourna son regard vers toute la foule des païens massée dans le stade, agita la main dans leur direction, soupira, leva les yeux au ciel et dit : « À bas les athées ! ». Comme le proconsul insistait et lui disait : « Jure, et je te laisserai partir. Outrage le Christ ! », Polycarpe répondit : « Voilà quatre-vingt-six ans que je suis à son service, et il ne m'a fait aucun mal. Comment pourrais-je blasphémer mon roi, qui m'a sauvé ? ». (...). 11. Le proconsul dit : « J'ai des fauves. Je te livrerai à eux si tu ne reviens pas à de meilleurs sentiments. » Il répondit : « Fais-les venir ! ». (...) L'autre reprit alors : « Puisque tu te moques des fauves, je te ferai anéantir par le feu ». « Tu me menaces d'un feu qui brûle un moment et bientôt s'éteint. En effet, tu ignores le feu du Jugement à venir, celui du châtiment éternel, celui qui est réservé aux impies. Mais que tardes-tu ? Ordonne ce que tu veux ! ». (...) 15. Lorsqu'il eut envoyé vers le ciel son "Amen" et qu'il eut achevé sa prière, les préposés au bûcher allumèrent le feu. Une grande flamme jaillit soudain, éclatante. C'est alors que nous vîmes un miracle, nous à qui il fut donné de voir, et qui avons été préservés pour rapporter aux autres ce qui s'est passé : le feu fit une sorte de voûte, comme la voile d'un bateau qui se gonfle au souffle du vent, et il forma un rempart autour du corps du martyr. Et celui-ci se trouvait au milieu, non pas comme de la chair qui brûle, mais comme du pain qui cuit ou comme l'or et l'argent en fusion dans le four. Et nous perçûmes une senteur délicieuse aussi puissante que celle de l'encens que l'on consume ou de quelque autre parfum précieux.
Autre passage (12, 1 – 13, 2), autres traducteurs :
« Polycarpe a avoué qu’il est chrétien ! ». La déclaration du héraut mit en fureur toute la foule des païens et des Juifs qui résidaient à Smyrne. Les cris éclatèrent : « C’est lui, le maître de l’Asie, le père des chrétiens, le fossoyeur de nos dieux, c’est lui qui incite les foules à ne plus sacrifier ni adorer ! ». Au milieu de leurs hurlements, ils demandaient à l’asiarque Philippe de lâcher un lion sur Polycarpe. Mais il objecta qu’il n’en avait plus le droit, parce que les combats de fauves étaient clos. Alors d’une seule voix, ils réclamèrent que Polycarpe pérît par le feu. Il fallait en effet que s’accomplît la vision qui lui avait montré son oreiller en flammes, tandis qu’il priait, et qui lui avait arraché devant ses amis ce mot prophétique : « Il faut que je sois brûlé vif ». 13. Les événements se précipitèrent. En moins de temps qu’il n’en faut pour le dire, la foule se rua dans les ateliers et dans les bains pour ramasser du bois et des fagots. Les Juifs s’acquittaient de la besogne avec leur zèle habituel. Quand le bûcher fut prêt, le martyr retira lui-même tous ses vêtements, il détacha sa ceinture, puis commença à se déchausser, geste dont les fidèles le dispensaient toujours : dans l’impatience où ils étaient de toucher son corps, tous se précipitaient pour l’aider. Bien avant son martyre, la sainteté de sa conduite inspirait cette unanime révérence.

## Reliques et début du culte

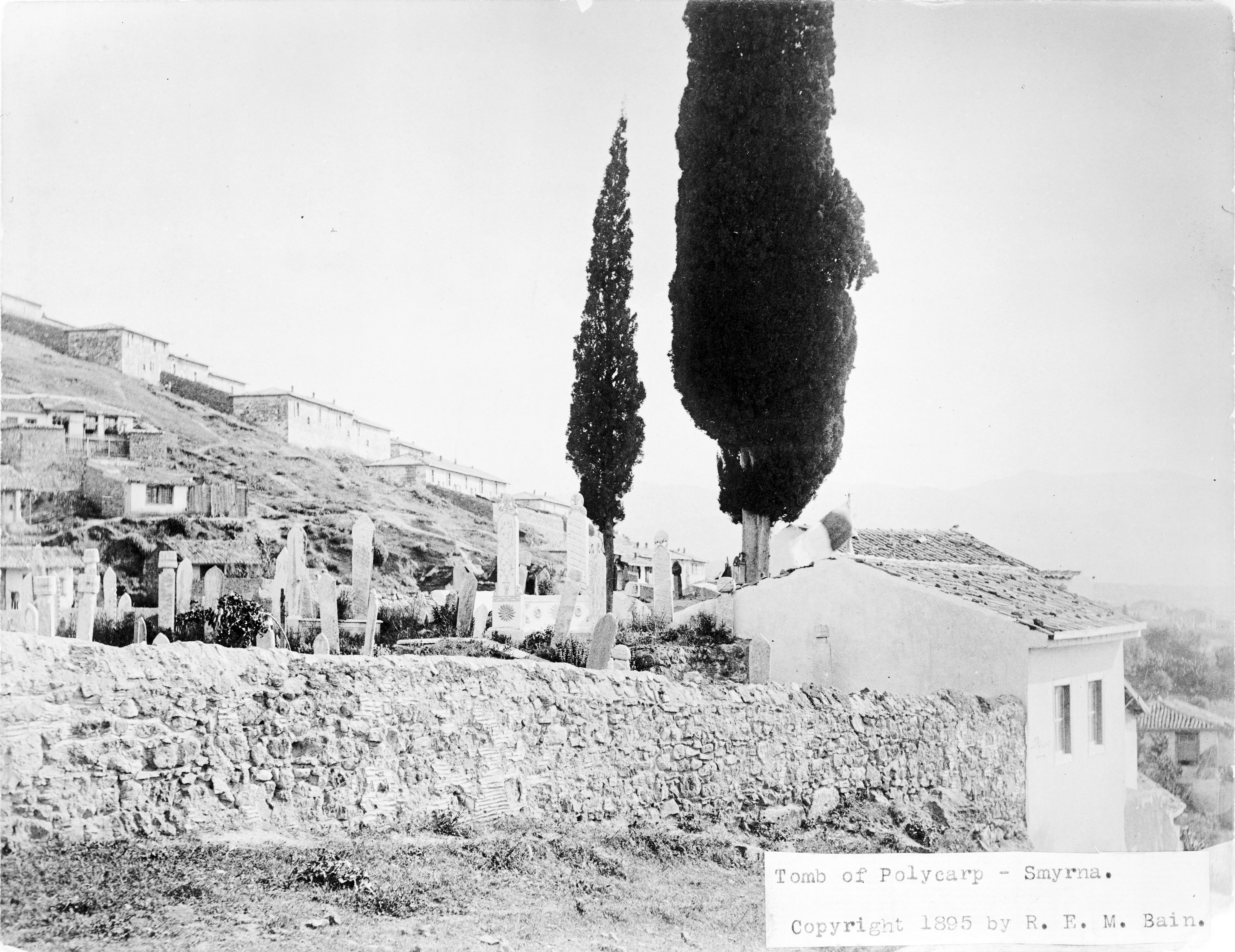
Tombeau présumé de Polycarpe à Izmir, photographie de 1895.

Selon le Martyre de Polycarpe (17, 1), les autorités romaines, voulant empêcher qu'on rendît un culte au martyr, refusèrent de céder les restes de son corps aux fidèles qui désiraient les recueillir ; certains Juifs arguaient même avec dérision que les chrétiens seraient capable de le préférer au Ressuscité (17, 2). Cependant, le garde en faction, après la crémation, s'en alla en laissant sur place les restes de Polycarpe, ce qui permit aux chrétiens de les collecter (18, 1). Ces derniers déposèrent alors dans un lieu secret et consacré les os calcinés du saint : « Nous pûmes plus tard recueillir ses ossements, d'une plus grande valeur que les pierres précieuses, plus estimables que l'or, pour les déposer en un lieu convenable. C'est là que, dans la mesure du possible, nous nous réunirons dans la joie et l'allégresse pour célébrer, avec l'aide du Seigneur, l'anniversaire du jour où Polycarpe est né à Dieu par le martyre : ce sera un hommage à la mémoire de ceux qui ont combattu avant nous, en même temps qu'un entraînement et une préparation aux luttes de l'avenir ».
C'est ainsi que les fidèles prirent l’habitude de venir se recueillir en mémoire de lui et chaque année célébrer sa mort. Tels furent, en cette seconde moitié du IIe siècle, les débuts du culte des reliques pratiqué communautairement, surtout à la date anniversaire du martyre. Il n'y a pas là de superstition, mais du respect, de l'admiration, le désir de conserver tout ce qui reste de l'homme martyrisé, les cendres, le sang versé, même les instruments du martyre.
Le courage de Polycarpe frappa beaucoup les païens eux-mêmes et l’autorité romaine fit cesser pour un temps les supplices. Le nom de Polycarpe resta célèbre à Smyrne et son culte, beaucoup plus tard, fut cité en exemple pour illustrer la différence qui doit être faite entre l'adoration réservée à Dieu (latrie) et la vénération (des saints et des reliques (dulie). À partir de cette période, les chrétiens de l’Église primitive considèrent  qu'il est profitable de prier, puis de se faire enterrer à proximité de ces corps privilégiés pour tirer parti de la communion des saints. C'est l'origine première des basiliques construites généralement sur d'anciennes zones funéraires, à la périphérie des villes antiques, puis abritant des reliques.

## Une singulière «dévotion» littéraire
Gustave Flaubert, grand pourfendeur de la bêtise et contempteur du siècle stupide où il avait eu le malheur de naître, savait que saint Polycarpe, selon le témoignage d'Irénée rapporté par Eusèbe, avait coutume, chaque fois qu'il entendait proférer des monstruosités, de se boucher les oreilles et de gémir : « Ô Dieu bon, pour quel temps m'as-tu réservé, pour que je supporte cela ? ». Aussi vénérait-il particulièrement le saint évêque de Smyrne, qu'il invoquait à chaque fois qu'un spectacle ou des propos de la vie moderne le heurtaient. Il mentionnait souvent Polycarpe dans sa correspondance, et le fêtait, tous les 23 février, avec ses amis, en montrant une « ferveur » qui était prétexte à d'amples libations.

## Églises Saint-Polycarpe

en France
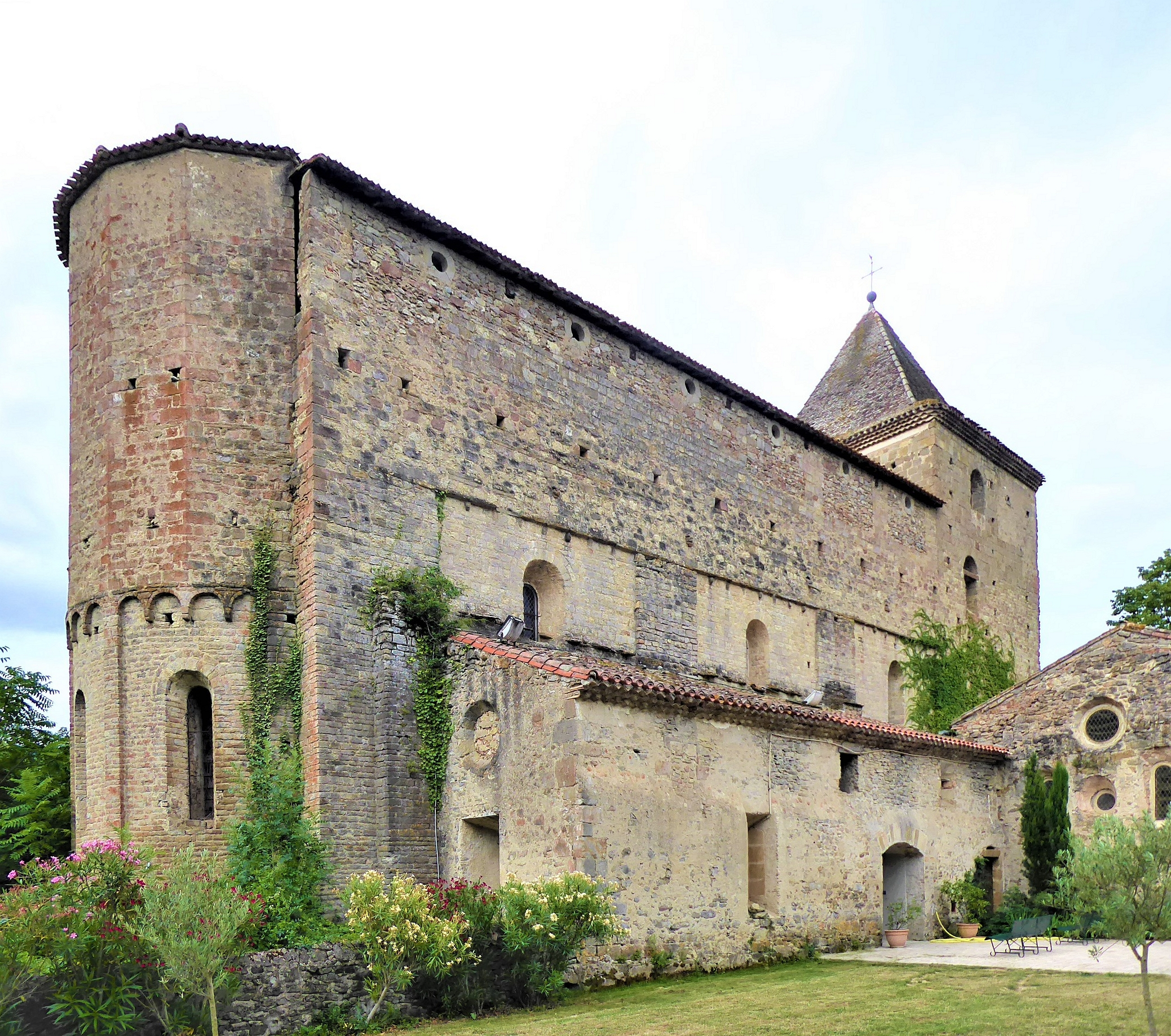
L’église de la Purification de l’ancienne abbaye de Saint-Polycarpe, village de Saint-Polycarpe, Aude.
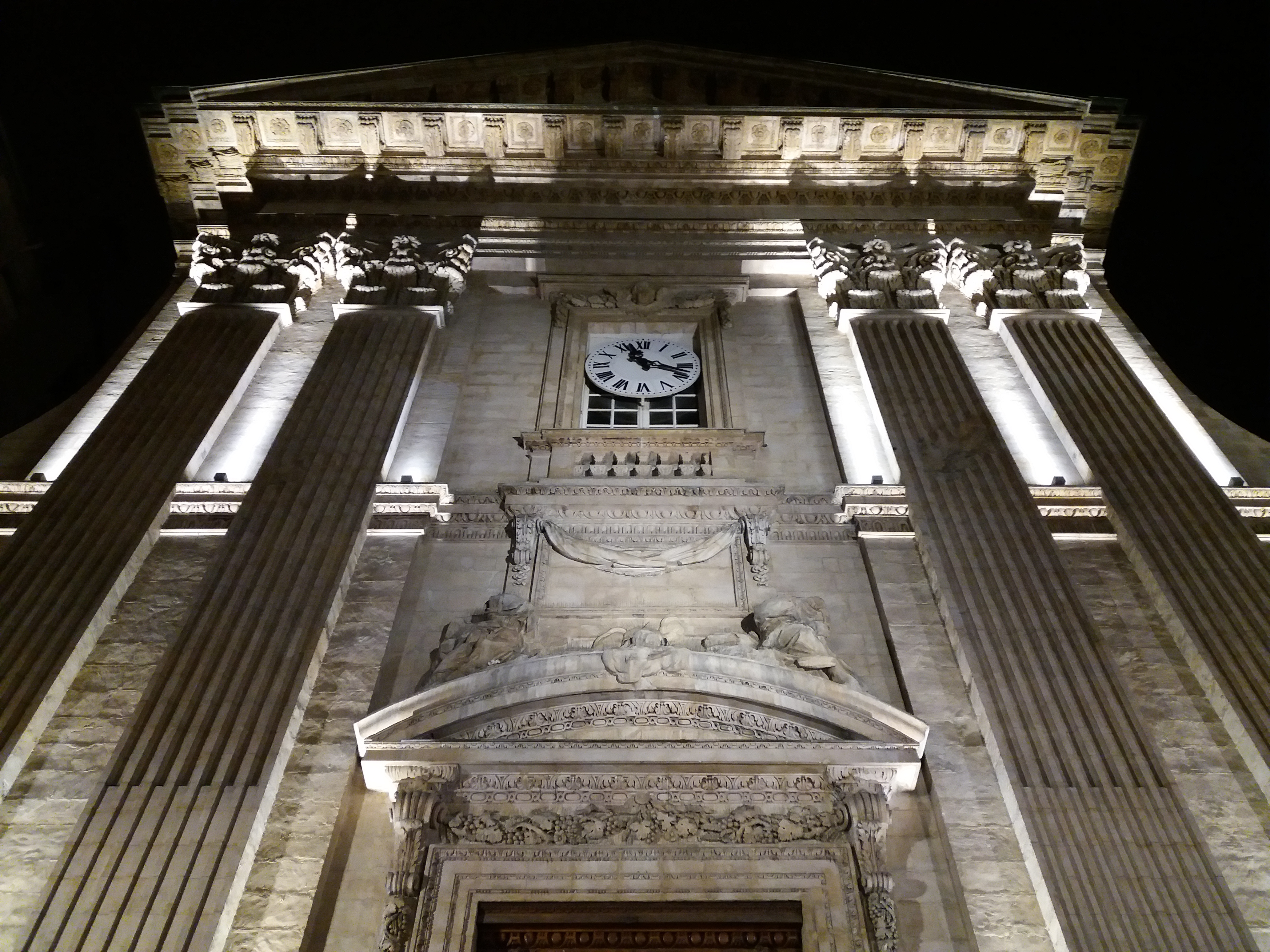
Façade de l'église Saint-Polycarpe de Lyon éclairée de nuit.
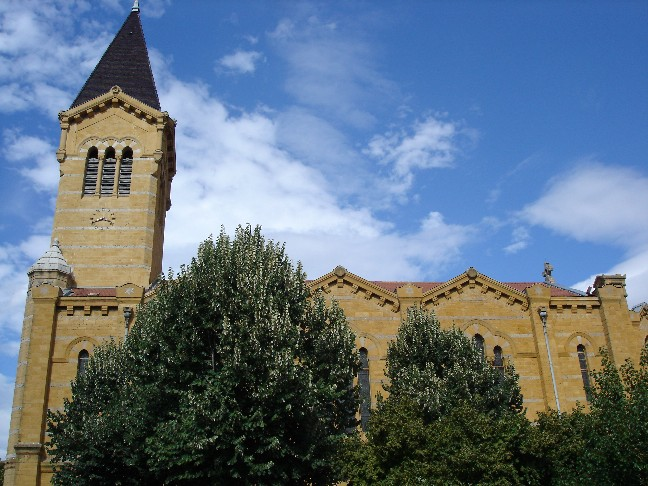
L'église Saint-Polycarpe située dans le village de Bully (Rhône).

à l’étranger
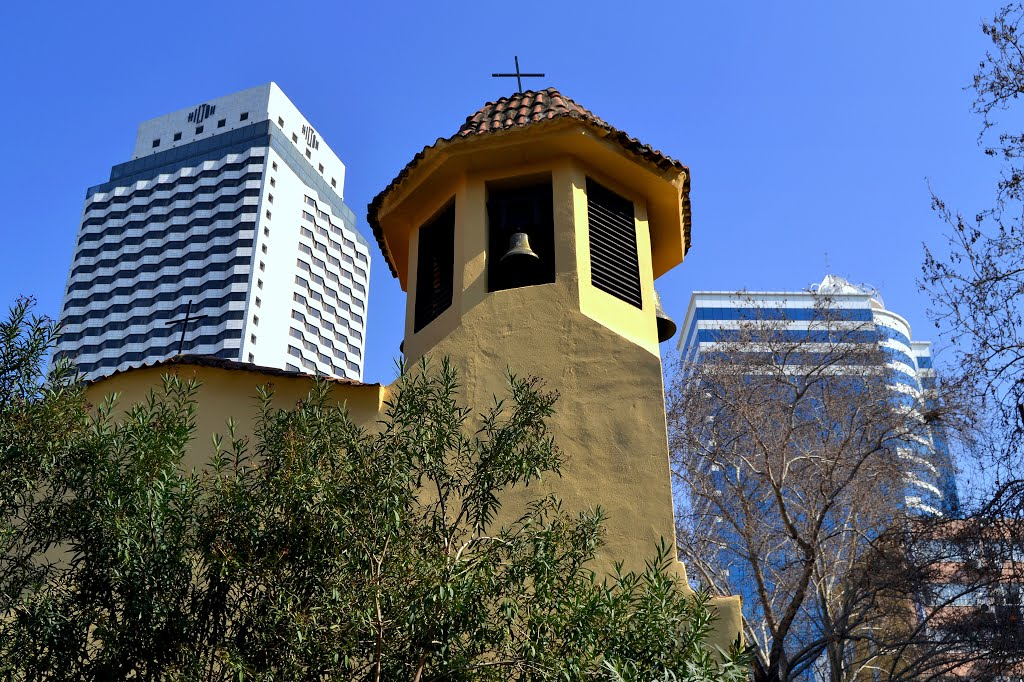
L’église Saint-Polycarpe d’Izmir, Turquie.
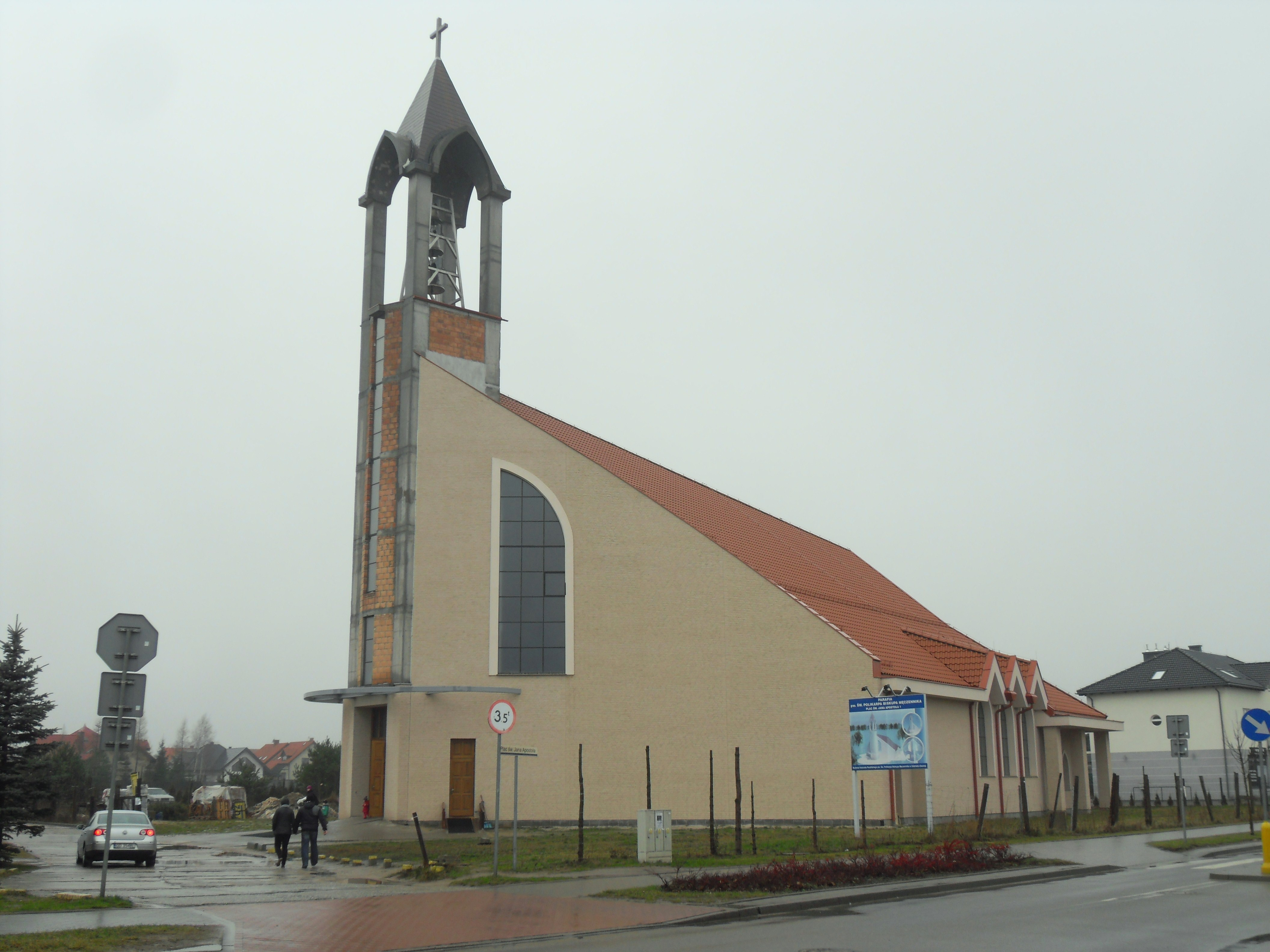
L’église Saint-Polycarpe le Martyr, quartier Osowa de Gdańsk, Pologne.
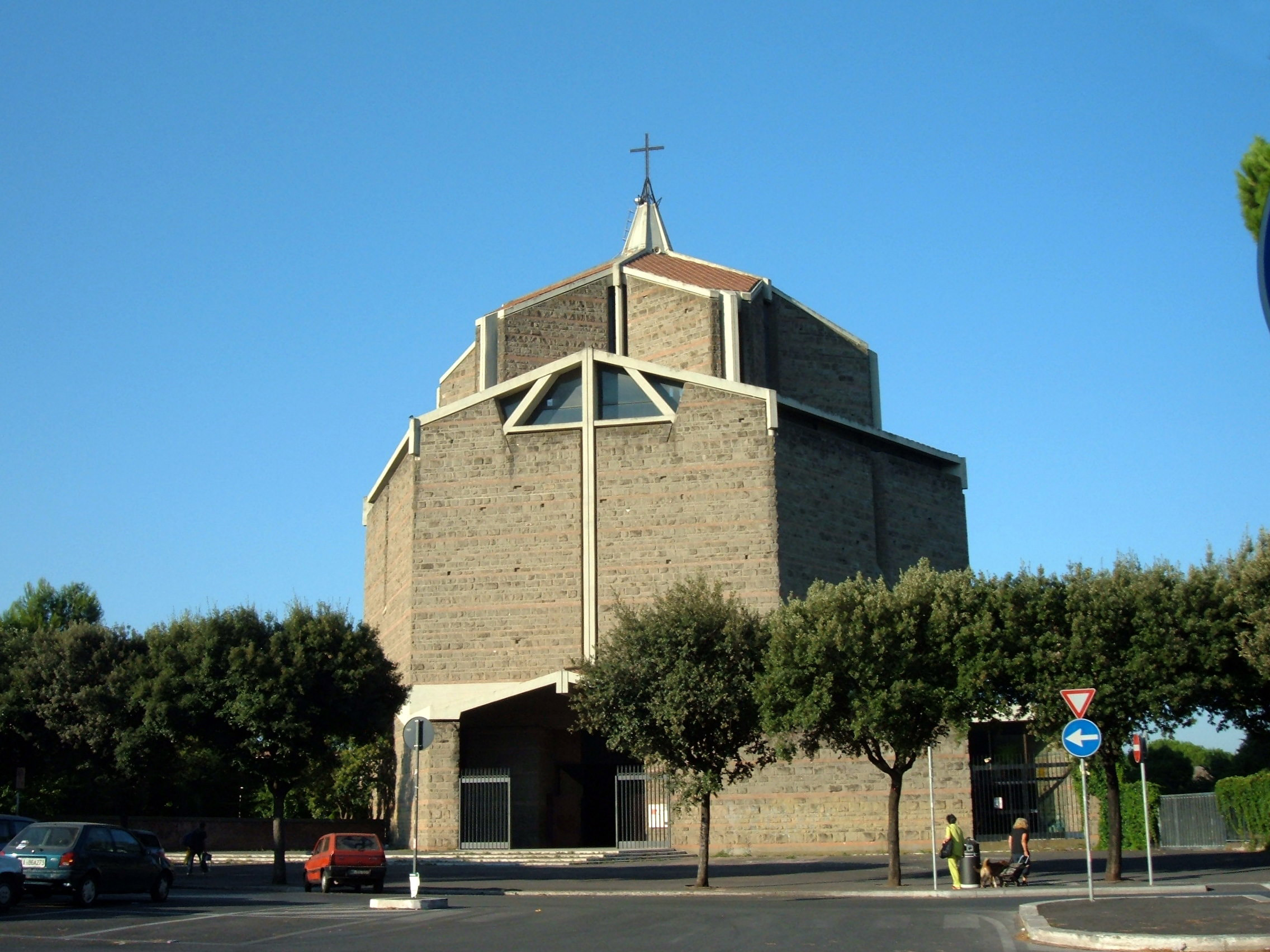
L’église Saint- Polycarpe, quartier Appio Claudio de Rome, Italie.
L’église paroissiale de San-Policarpo, La Huerta de Mataquito (es), Chili.
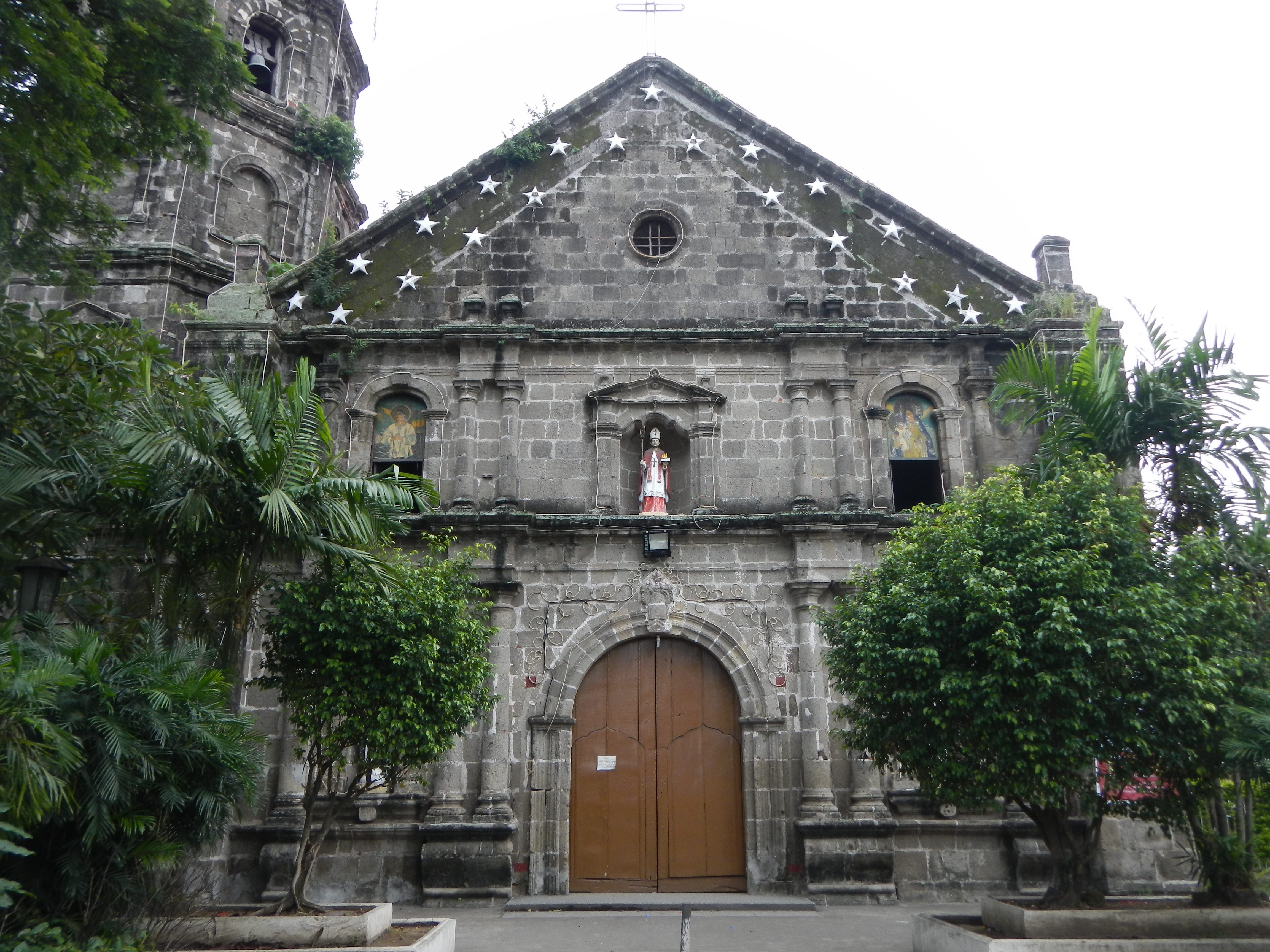
Église établie paroissiale par les Britanniques à la suite de la guerre de Sept Ans, Cabuyao, Philippines.

### Œuvres de Polycarpe
- Clavis Patrum Græcorum 1040-1042
- Polycarpe de Smyrne, Lettres aux Philippiens. Anonymes hagiographiques, Martyre de Polycarpe. Ignace d'Antioche, Lettre aux Éphésiens... Lettre à Polycarpe, trad. Pierre Thomas Camelot, Cerf, coll. "Sources chrétiennes", n° 10 bis), 1945, 2° éd. 1951, 4° éd. 2007.
- Les Écrits des Pères apostoliques. Paris, Éditions du Cerf, 2001.
- Lettre aux Philippiens, dans Premiers écrits chrétiens, dir. B. Pouderon, J.-M. Salamito, V. Zarini. Paris, Gallimard, coll. "La Pléiade", 2016, p. 220-226.
- Lettre aux Philippiens, édition bilingue sur patristique.org : s'y trouve aussi le récit du martyre de Polycarpe et une introduction à ces documents.

### Martyrium Polycarpi: éditions, traductions
- Pierre-Thomas Camelot, Ignace d'Antioche, Polycarpe de Smyrne. « Lettres ». « Martyre de Polycarpe ». Paris, Éditions du Cerf, 2e édition, 1951 (= Sources Chrétiennes, 10), p. 242-274.
- Atti e passioni dei martiri, introduzione di A.A.R. Bastiaensen, testo critico e commento a cura di A.A.R. Bastiaensen, A. Hilhorst, G.A.A. Kortekaas, A.P. Orbán, M.M. van Assendelft, traduzioni di G. Chiarini, G.A.A. Kortekaas, G. Lanata, S. Ronchey, Milano, Mondadori/Fondazione Lorenzo Valla, 1987, p. 6-30 (édition du M.P. par A.P. Orbán).
- Boudewijn Dehandschutter, Polycarpiana. Studies on Martyrdom and Persecution in Early Christianity. Louvain, Presses de l'Université de Louvain, 2007, p. 3-22.
- Martyre de saint Polycarpe (vers 160), trad. du grec par Cécile Bost-Pouderon : Premiers écrits chrétiens. Paris, Gallimard, coll. "La Pléiade", 2016, p. 249-258.

### Études sur le martyre de Polycarpe
- Henri Grégoire & Paul Orgels, « La véritable date du martyre de saint Polycarpe et le Corpus Polycarpianum », dans Analecta Bollandiana, 69 (1951), p. 1-38.
- Henri-Irénée Marrou, « La date du martyre de S. Polycarpe », dans Analecta Bollandiana, 71 (1953), p. 5-20.
- Pierre Brind'amour, « La date du martyre de saint Polycarpe (le 23 février 167) », dans Analecta Bollandiana, 98 (1980), p. 456-462.
- Rordorf Willy, « Zum Problem des Grossen Sabbats in Polycarp- und Pioniusmartyrium », dans JbAC, Suppl. 8 (1980), p. 245-249.
- Victor Saxer : « L'authenticité du Martyre de Polycarpe : Bilan de 25 ans de critique », dans Mélanges de l'École Française de Rome (Série Antiquité), Rome, 1982, vol. 94, n° 2, p. 979-1001
- Boudewijn Dehandschutter, « The Martyrium Polycarpi : a century of research », dans ANRW, II.27.1. Berlin & New York, 1993, p. 485-522.
- Renato Cacitti, Grande sabato : il contesto pasquale quatordecimano nella formazione della teologia del martirio. Milano, Vita e Pensiero, 1994.
- Boudewijn Dehandschutter, Polycarpiana. Studies on Martyrdom and Persecution in Early Christianity. Louvain, Presses de l'Université de Louvain, 2007.